# Celtic rock
Celtic rock (em português rock celta) é um gênero de folk rock, bem como uma forma de fusão celta que incorpora música, instrumentação e temas celtas ao contexto do rock 'n' roll. É extremamente prolífico desde o início dos anos 1970 e pode ser visto como uma base fundamental do desenvolvimento de bandas celtas tradicionais de grande sucesso e artistas populares, além de criar importantes derivados por meio de fusões adicionais. Desempenhou um papel importante na manutenção e definição de identidades regionais e nacionais e na promoção de uma cultura pan-celta. Também ajudou a comunicar essas culturas ao público externo.

## Definição
O estilo da música é o híbrido das formas musicais irlandesas, gaélicas escocesas, galesas e bretãs com a música rock. Isso foi conseguido com a música tradicional, principalmente baladas, jigs e bobinas com instrumentação de rock; pela adição de instrumentos celtas tradicionais, incluindo harpa celta, tin whistles, uilleann pipes (ou gaitas de foles irlandesas), rabeca, bodhrán, acordeão, sanfona, concertina, melodeão e gaitas de foles (highland) aos formatos convencionais de rock; pelo uso de letras nas línguas celtas e pelo uso de ritmos e cadências tradicionais na música convencional. Assim como a validade do termo celta em geral e como rótulo musical é contestada, o termo rock celta não pode significar que havia uma cultura musical celta unificada entre as nações celtas. No entanto, o termo permaneceu útil como um meio de descrever a expansão, adaptação e desenvolvimento da forma musical em contextos diferentes, mas relacionados.

## História

### Origens na Irlanda
Foi na Irlanda que o Celtic rock ficou evidente pela primeira vez quando os músicos tentaram aplicar o uso da música tradicional e elétrica ao seu próprio contexto cultural. No final da década de 1960, a Irlanda já possuía talvez a tradição da música folclórica mais florescente e uma crescente cena de blues e pop, que serviu de base para o rock irlandês. Talvez o produto mais bem sucedido dessa cena tenha sido a banda Thin Lizzy. Formados em 1969, seus dois primeiros álbuns foram reconhecidamente influenciados pela música tradicional irlandesa e seu primeiro single "Whiskey in the Jar", em 1972, era uma versão rock de uma música tradicional irlandesa. A partir desse ponto, eles começaram a se mover em direção ao hard rock que lhes permitiu ganhar uma série de singles e álbuns de sucesso, mas mantiveram alguns elementos ocasionais do rock celta em álbuns posteriores, como Jailbreak (1976).
Formada em 1970, a Horslips foi o primeiro grupo irlandês a aplicar os termos 'celtic rock', produzindo trabalhos que incluíam música e instrumentação tradicional irlandesa/celta, temas e imagens celtas, álbuns conceituais baseados na mitologia irlandesa de uma maneira que entrou no território do rock progressivo, tudo alimentado por um som de hard rock. O Horslips é considerado importante na história do rock irlandês, pois foi a primeira grande banda a ter sucesso sem ter que deixar seu país natal e pode ser visto como um modelo para o  celtic rock na Irlanda e em outros lugares. Esses desenvolvimentos ocorreram em paralelo com o crescente reavivamento popular na Irlanda, que incluía grupos como Planxty e Bothy Band. Foi a partir dessa tradição que Clannad, cujo primeiro álbum foi lançado em 1973, adotou instrumentos elétricos e um som mais ' new age' no início dos anos 80. Moving Hearts, formado em 1981 pelos ex-membros do Planxty, Christy Moore e Donal Lunny, seguiu o padrão estabelecido por Horslips na combinação da música tradicional irlandesa com o rock, e também adicionou elementos de jazz ao seu som.

### Escócia
Já havia fortes ligações entre a música irlandesa e escocesa na década de 1960, com bandas irlandesas como os Chieftains em turnê e vendendo mais que os artistas nativos da Escócia. A adoção do folk rock produziu grupos como a JSD Band e a Spencer's Feat. Na década de 1970 foi formada provavelmente a banda de maior sucesso nesse gênero, combinando músicos irlandeses e escoceses para formar o Five Hand Reel. Dois dos grupos mais bem-sucedidos da década de 1980 surgiram do circuito da banda de dança na Escócia. Desde 1978, quando começaram a lançar álbuns originais, Runrig produziu folk rock escocês altamente polido, incluindo o primeiro álbum de sucesso comercial com o all Gaelic Play Gaelic em 1978. Desde os anos 80, Capercaillie combinou música folclórica escocesa, instrumentos elétricos e vocais assombrosos com um sucesso considerável. Um dos artistas de rock mais bem-sucedidos e lembrados com carinho da Escócia, Big Country, também incorporou a influência da música tradicional escocesa em suas músicas. Embora as gaitas de foles se tornassem um elemento essencial nas bandas folclóricas escocesas, elas eram muito mais raras nas roupas de folk rock, mas foram integradas com sucesso ao seu som por Wolfstone desde 1989, que se concentrou em uma combinação de música das montanhas e rock.

### Bretanha
Brittany também fez uma grande contribuição ao celtic rock. O renascimento cultural bretão da década de 1960 foi exemplificado por Alan Stivell, que se tornou o principal defensor da harpa bretã e outros instrumentos a partir de 1960. Ele adotou elementos da música tradicional irlandesa, galesa e escocesa na tentativa de criar uma pan-celta folk music, que teve um impacto considerável em outros lugares, particularmente no País de Gales e na Cornualha. A partir de 1972, começou a tocar folk rock com uma banda que incluía os guitarristas Dan Ar Braz e Gabriel Yacoub. Yacoub passou a formar Malicorne em 1974, uma das bandas de rock folk de maior sucesso na França. Após uma extensa carreira que incluiu uma participação como parte da Fairport Convention em 1976, Ar Braz formou a banda pan-celta Heritage des Celtes, que conseguiu alcançar o sucesso principal na França na década de 1990. Provavelmente, a banda de rock folk mais conhecida e certamente a mais duradoura na França foi formada por Tri Yann em 1971 e ainda hoje em atividade.

### País de Gales
No final da década de 1960, o País de Gales havia produzido alguns indivíduos e bandas importantes que surgiram como grandes artistas britânicos ou internacionais, incluindo a banda power pop Badfinger, os roqueiros psicodélicos Elastic Band e o trio de proto-heavy metal Budgie . Mas, embora os grupos folclóricos tenham se formado no início dos anos 1970, incluindo Y Tebot Piws, Ac Eraill e Mynediad am Ddim, não foi até 1973 que o primeiro grupo de rock significativo da língua galesa Edward H Dafis, originalmente um grupo tardio de rock n 'roll, causou uma sensação eletrizante ao usar instrumentos de rock, mantendo as letras na língua galesa. Como resultado, uma geração ouvindo rock na língua galesa agora poderia se tornar uma declaração de identidade nacional. Isso abriu as portas para uma nova cultura do rock, mas inevitavelmente a maioria dos artistas da língua galesa não conseguiu entrar na indústria musical dominada pelos anglófonos.

### Cornualha e Ilha de Man
Enquanto outras nações celtas já tinham culturas de música folclórica existentes antes do final da década de 1960, isso era incomum na Cornualha e na Ilha de Man, que também eram relativamente pequenas em população e mais integradas à cultura inglesa e (no caso da Cornualha) Estado britânico. Como resultado, houve relativamente pouco impacto da onda inicial de eletrificação popular na década de 1970. No entanto, o movimento pan-celta, com seus festivais musicais e culturais, ajudou a promover algumas reflexões na Cornualha, onde algumas bandas da década de 1980 em diante utilizaram as tradições da música da Cornualha com o rock, incluindo Moondragon e seu sucessor, Lordryk. Mais recentemente, as bandas Sacred Turf, Skwardya e Krena, se apresentaram na língua da Cornualha.

## Sub-gêneros

### Celtic Punk
A Irlanda provou ser um terreno particularmente fértil para bandas punk em meados dos anos 70, incluindo Stiff Little Fingers, The Undertones, The Radiators from Space, The Boomtown Rats e The Virgin Prunes. A Escócia também produziu seus representantes como The Skids e The Rezillos. Assim como o folk rock na Inglaterra, o advento do punk e outras tendências musicais minaram o elemento folk do rock celta, mas no início dos anos 80 a banda irlandesa que vivia em Londres, The Pogues, criou o subgênero celtic punk combinando elementos estruturais da música folk com uma atitude punk. O estilo da música irlandesa punked-up do The Pogues gerou e influenciou uma série de bandas punk celta, incluindo colegas de banda londrina - irlandesa Neck,  da escocesa Nyah Fearties, da australiana  Roaring Jack e da norueguesa- groenlandesa Whalefishers.

### Diáspora do celtic punk
Um subproduto da diáspora celta foi a existência de grandes comunidades em todo o mundo que procuravam suas raízes e identidade culturais e suas origens nas nações celtas. Embora pareça que jovens músicos dessas comunidades geralmente escolham entre sua cultura folclórica e as principais formas de música, como rock ou pop, após o advento do punk celta, um número relativamente grande de bandas começou a surgir, denominando-se celtic rock. Isso é particularmente visível nos EUA e no Canadá, onde existem grandes comunidades descendentes de imigrantes irlandeses e escoceses. Dos EUA, estão incluídas as bandas irlandesas Flogging Molly, The Tossers, Dropkick Murphys, The Young Dubliners, LeperKhanz, Black 47, The Killdares, The Drovers and Jackdaw, e as bandas escocesas Prydein, Seven Nations e Flatfoot 56. Do Canadá, bandas como The Mahones, Enter the Haggis, Great Big Sea, The Real Mckenzies e Spirit of the West. Esses grupos foram naturalmente influenciados pelas formas americanas de música, alguns contendo membros sem ascendência celta e comumente cantando em inglês. Uma banda na Inglaterra é The BibleCode Sunday. Na França, os Booze Brothers tocam punk rock celta desde 1999.

### Celtic Metal
Como o celtic rock na década de 1970, o celtic metal resultou da aplicação de um desenvolvimento na música inglesa, quando na década de 1990 a banda de thrash metal Skyclad adicionou violinos, e com eles gabaritos e vozes folclóricas, à música do álbum The Wayward Sons of Mother Earth (1990). Isso inspirou a banda Cruachan, de Dublin, a misturar a música tradicional irlandesa com o black metal e a criar o subgênero do celtic metal. Logo foram seguidos por bandas como Primordial e Waylander. Como o celtic punk, o celtic metal replica a fusão da tradição folclórica celta com formas contemporâneas de música.

## Influência
Enquanto na Inglaterra o folk rock, após o reconhecimento inicial do mainstream, diminuiu para o status de trilha sonora sub-cultural, em muitas comunidades e nações celtas ele permaneceu na vanguarda da produção musical. A onda inicial do celtic rock na Irlanda, apesar de, em última análise, ter alimentado o rock progressivo e o hard rock dominados pelos anglo-americanos, forneceu uma base para as bandas irlandesas que desfrutariam de sucesso internacional, incluindo o Pogues e o U2: um fazendo uso da tradição da música celta no um novo contexto e o outro evitando um som distinto, mas mainstream. Circunstâncias semelhantes podem ser vistas na Escócia, embora com um atraso no tempo, enquanto a cultura do celtic rock  se desenvolvia, antes que bandas como o Runrig pudessem obter reconhecimento internacional. Amplamente reconhecido como uma das vozes mais destacadas do Celtic / rock é Brian McCombe (nascido em Glasgow, Escócia) do The Brian McCombe Band, um grupo pan-celta com sede na Bretanha.  
Em outras comunidades celtas, e particularmente onde os falantes ou descendentes celtas são minoria, a função do celtic rock tem sido menos criar sucesso mainstream do que reforçar a identidade cultural. Uma conseqüência disso tem sido o reforço da cultura pan-celta e de identidades nacionais ou regionais particulares entre aqueles com uma herança compartilhada, mas que são amplamente dispersos. No entanto, talvez a consequência mais significativa do celtic rock tenha sido simplesmente um estímulo geral à imensa criatividade musical e cultural.